# Saint-Sulpice (Vaud)
Saint-Sulpice és un municipi de Suïssa del cantó de Vaud, situat al districte de l'Ouest lausannois. Està situat a la riba del Llac Léman.

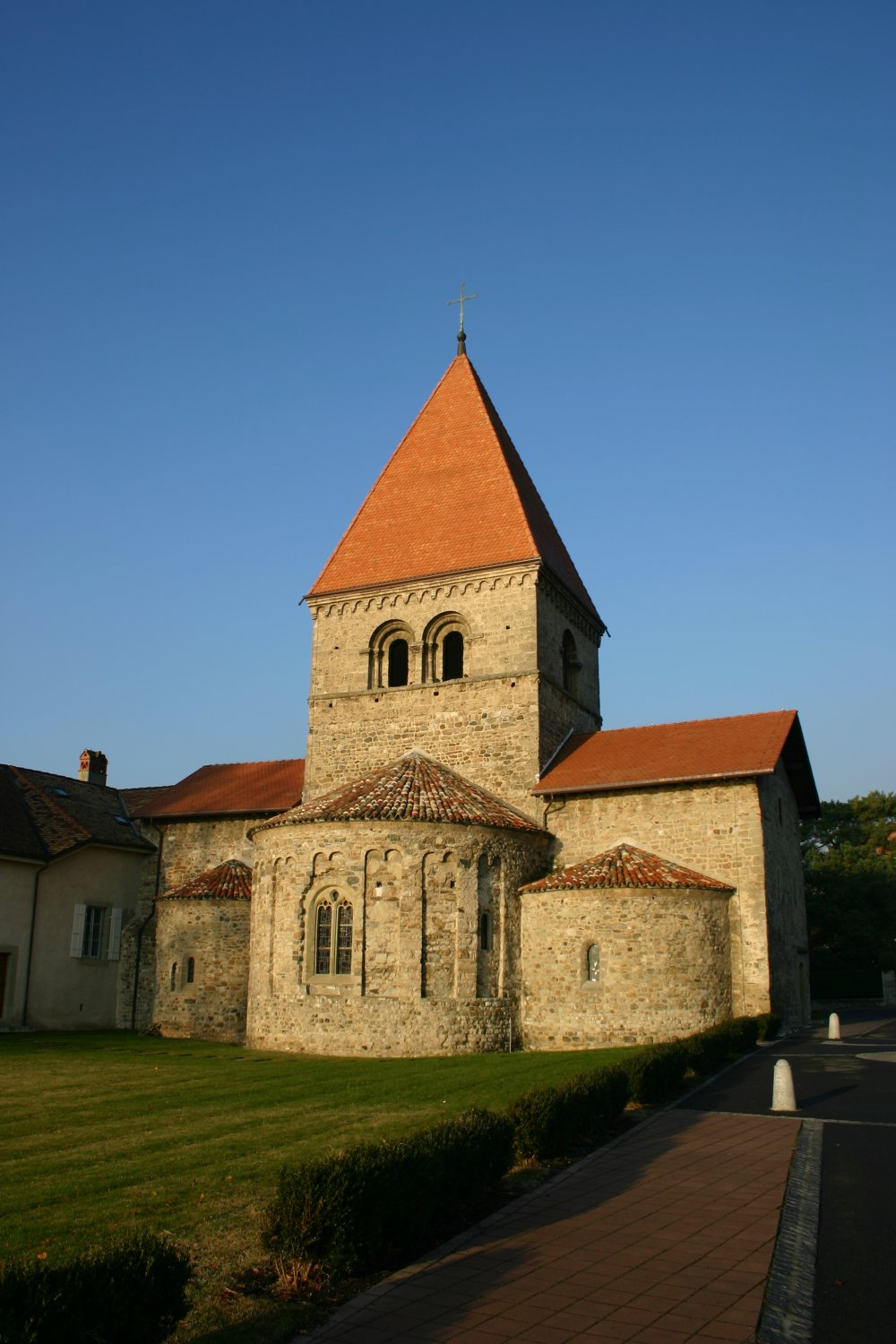
Església de Saint-Sulpice

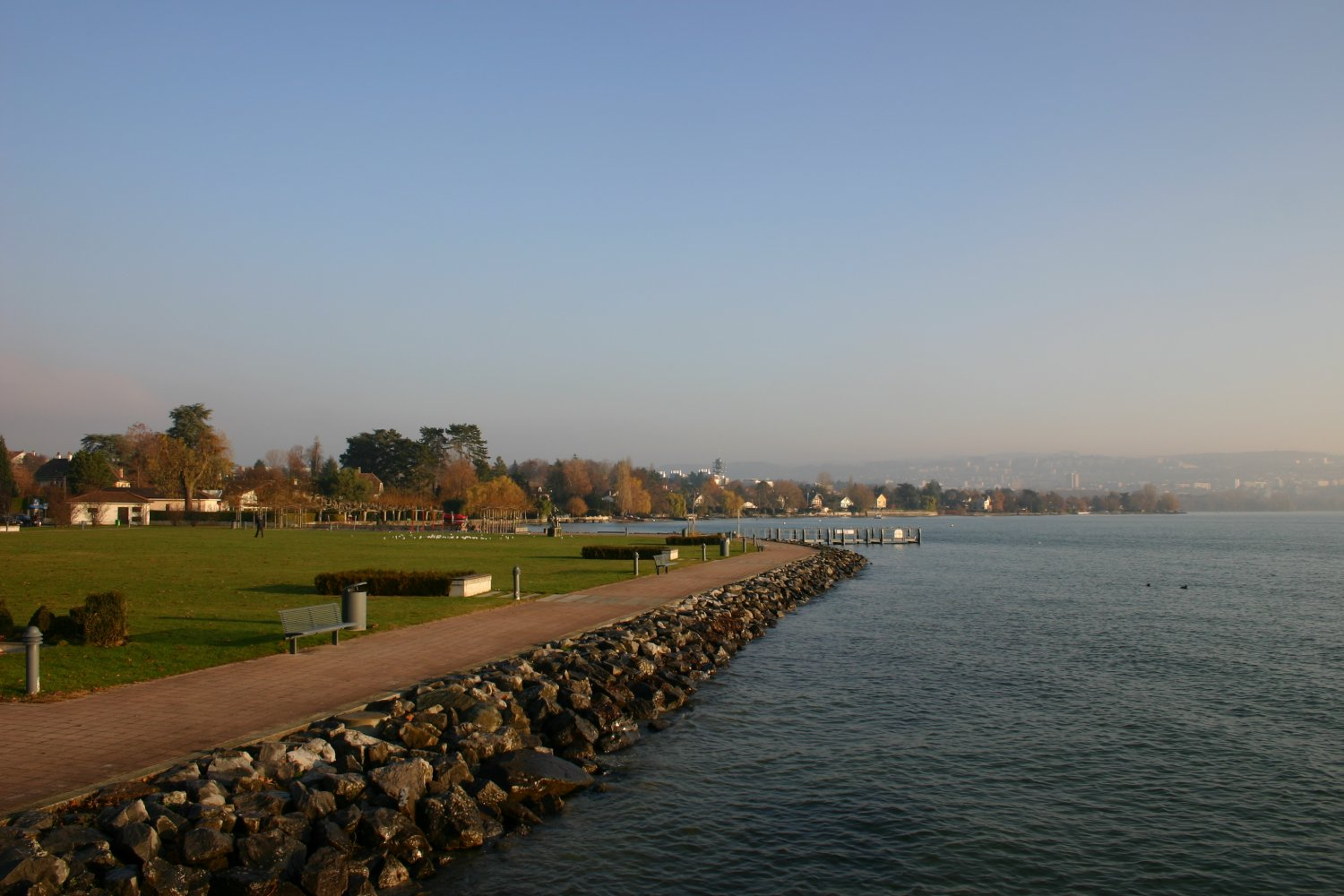
Vora del llac